# Melchitská archieparchie damašská
Melchitská archieparchie damašská je archieparchie melchitské řeckokatolické církve, která je vlastní diecézí melchitského patriarchy. Jejím sídlem je syrské město Damašek, v němž se nachází katedrála Zesnutí přesv. Bohorodice. Jedná se o metropolitní archieparchii, na níž závisí jako na metropoli Archieparchie Zahlé-Furzol.

## Historie
Biskupské sídlo v Damašku má starobylý původ, je doloženo již ve 4. století. Poté, co v 16. století začal upadat význam města Antiochie, stala se sídlem ortodoxních patriarchů antiochijských, a když v roce 1724 vznikla melchitská crkev sjednocená s Římem, stala se i sídlem melchitského biskupa. Od roku 1838 je sídelní diecézí melchitského patriarchy. Patriarcha ji spravuje prostřednictvím patriarchálního vikáře (obvykle biskupa).